# Zahradnice (opera)
Zahradnice (v německém originále Das Gärtnermädchen) je komická opera (singspiel) o třech dějstvích českého skladatele Františka Ondřeje Holého na libreto spisovatele Johanna Karla Augusta Musäa. Její premiéru uvedla roku 1775 Wäserova divadelní společnost ve Vratislavi.

## Vznik, charakteristika a historie
Skladatel František Ondřej Holý působil na přelomu 60. a 70. let 18. století v Praze jako kapelník u divadelní společnosti Johanna Josepha Bruniana. Roku 1773 odešel do Berlína ke společnosti Gottfrieda Heinricha Kocha (1703–1775) a po jeho smrti působil u Wäserovy společnosti. Johann Christian Wäser (1743–1781) měl od roku 1772 výlučné divadelní privilegium pro slezskou metropoli Vratislav. Pro všechny tyto společnosti psal Holý hudbu pro divadelní potřeby – především zpěvohry (singspiely), avšak také hudbu k činohrám nebo příležitostným scénám, jakož i úpravy či instrumentaci děl jiných skladatelů. Zahradnice byla prvním doloženým z řady Holého děl pro Wäserovu společnost.
Holý ke své komické opeře použil již existující libreto Zahradnice (Das Gärtnermädchen), které napsal populární německý osvícenský spisovatel Johann Karl August Musäus podle románu Zahradnice z Vincennes (La Jardinière de Vincennes) Gabrielle-Suzanne de Villeneuve z roku 1753 a které bylo vydáno roku 1771. Již dříve je zhudebnil skladatel Ernst Wilhelm Wolf a jeho verze měla premiéru roku 1769 ve vévodském divadle ve Výmaru a hrála se i v jiných divadlech (například roku 1771 v Berlíně). Později tuto operu zhudebnil rovněž stuttgartský kapelník Jakob Friedrich Gauß (1751–1791).
O prvním provedení Holého opery – podobně jako u jeho následující opery pro Vratislav, Příležitost dělá zloděje – nejsou přímé zprávy, není známo ani jeho přesné datum; dataci do roku 1775 uvádí literatura. Dobový tisk ji zmiňuje v repertoáru Wäserovy společnosti při hostování ve Zvěříně počátkem roku 1778 a téhož roku je citována mezi Holého díly v Meuselově Teutsches Künstlerlexikon. Hudba k ní se nedochovala.

## Postavy
- Hrabě, v podobě mladého zahradníka pod jménem Jacob
- Julchen, jeho milá, domnělá dcera starého zahradníka na vsi
- Hannchen, Julchenina spoluhráčka
- Mr. Simon, komorník hraběte
- Martin, správce u matky hraběte
- Sedlák (mluvená role)
- Selka (mluvená role)
- Sedláci a selky[3]

## Děj opery
Odehrává se na prostranství ve vsi se studnou a selskou usedlostí v pozadí.

### 1. dějství
Zahradnice Julchen postává s košem květáku a lahví mléka a čeká na zahradníka Jacoba, zaměstnaného u jejího otce, aby jí pomohl se zbožím na trh do města (árie Noch liegt er in sanfter Ruh). Jacob se objeví a pomáhá jí; je do Julchen zamilován, ale ve městě se kolem dívky točí nafintěný Mr. Simon, komorník mladého hraběte, syna místní hraběnky. Jeho pán je prý do Julchen tak zamilován, že se z toho roznemohl. Jacob se bojí, že Julchen tato slova ze soucitu nebo ze ctižádosti vyslyší, ale tím Julchen jen rozzlobí; jí přece může být nějaký hrabě, kterého ani nezná, ukradený. Jacob musí uraženou dívku chlácholit (árie Welch verdrüßliches Gesicht!). Před hraběnčiným správcem Martinem Jacob uteče.
Martin zahlédl Jacoba a žárlí; uchází se totiž o Julchen také. Neobratně dívce nabízí laskominy a chce od ní její zboží odkoupit za plnou cenu a zahodit do strouhy, jen aby s ním poseděla. To Julchen rozhodně odmítá jako mrhání obětavě vypěstovanými potravinami a nechává ho stát. Martin nechce věřit, že nějaká dívka dokáže odolat jeho paštice (árie Mir ist doch kein Mädchen gram). Myslí, že v tom má prsty Mr. Simon, na kterého rovněž hrubě žárlí. Při jejich následném setkání proto stěží zadržuje vztek, navíc když Mr. Simon naznačuje, že se uchází o dvě děvčata najednou, totiž o Julchen a její spoluhráčku Hannchen (duet Schön ist mein Mädchen! ihre Haut a árie Mr. Simona Mein Liebesschiff schwimmt auf dem Meer).
Pak Mr. Simon potkává Hannchen s hráběmi a dvoří se jí, ale Hannchen ho odrazuje: posledního mladíka, který se ji pokoušel políbit, zle pokousal její špic (árie Ein Kuß wär eine Kleiinigkeit). Když se k nim připojí Julchen, vypráví jí Mr. Simon srdceryvně o svém pánovi, mladém hraběti: zamiloval se do Julchen a odjel do Paříže, aby na ni zapomněl, ale nepodařilo se mu to a dostal takovou horkou nemoc, že i paní hraběnka by svolila ke sňatku syna s prostou zahradnicí, jen aby ho zachránila. Hannchen své spoluhráčce gratuluje, ale Julchen je hrabě lhostejný. Na lásku ještě nikdo nezemřel a ona ostatně jeho nemocí není vinna. Žádá Mr. Simona, aby její jasné stanovisko tlumočil hraběti. A Hannchen vyvrací představy, že by ji vyšší stav učinil šťastnou (árie Wenn ich eine Dame wäre). Jí se na vsi líbí a hraběte i Mr. Simona podezřívá z nečistých úmyslů. Ani Simonův chvalozpěv na jeho pána, k němuž Hannchen přizvukuje, Julchen nepohne – miluje totiž Jacoba (tercet Wer meinen Grafen seht, der spricht).
Martin se vrací a Mr. Simon – aby si s ním zahrál – předstírá, že ho Julchen odmítla a že je tím zdrcen. Když odejde, Martin ho u obou děvčat pomlouvá, ale Julchen i Hannchen běží údajně malomyslného Mr. Simona povzbudit a vztekajícího se Martina táhnou s sebou (finále-tercet Wo wollt ihr hin? ihr Beyde!).

### 2. dějství
Julchen vypravuje Jacobovi o svých potížích s Mr. Simonem. Jacob ale myslí na něco jiného – doslechl se totiž, že Julchen není dcerou zahradníka, ale vysoce postavené dámy, přítelkyně zdejší hraběnky, která musela se svým manželem před lety odcestovat do Ameriky a zanechala svou dceru zahradníkům jakožto pěstounům. Julchen to nejprve má za lest neodbytného hraběte, ale Jacob si je jistý. Lituje, že se jí nyní musí vzdát, protože stavovský rozdíl mezi nimi je příliš veliký (árie Das Glück hebt dich). Julchen není zprávou nadšená, má ráda své nynější postavení i svého nevlastního otce, o Jacobovi nemluvě, a zdá se jí, že ji nově nabytá matka přijde příliš draho. Vymýšlí alespoň, jak u sebe Hannchen a Jacoba zaměstnat, a loučí se s Jacobem zkroušená pomyšlením na to, co ji čeká (árie Im Gefühle sanfter Freuden).
I Hannchen se dozvěděla onu nečekanou novinu. Hovoří s Jacobem, který je na pohled zdrcený, že Julchen nikdy nedostane. Hannchen ho povzbuzuje, že děvčat takový hezký mládenec najde vždycky dost (árie Wer wird sich um ein Mädchen quälen). Ani ona sama by jím nepohrdla. Jacob stále mluví o Julchen, ale Hannchen má za to, že stačí počkat.
Přibíhá Martin pronásledovaný sedláky s cepy a vidlemi. Ukradl totiž v chvilkové slabosti sousedce ze zahrady pár jablek. Hannchen mu poradí, aby se schoval do vyschlé studny. Martinovi se tam nechce, protože je velmi hluboká, ale nemá na vybranou (árie Wie tief plumpt dieser Stein). Mr. Simon přichází a směje se – to on vesničany na Martina poštval. Rozzuřený Martin se vydrápe ze studny, ale Mr. Simon před ním uteče. Vystřídá ho Julchen; Hannchen jí vypráví Martinovu příhodu a Martinovi zase noviny o Julchenině matce. Julchen přináší Hannchen svůj klobouk; dostala totiž příkaz nic si z nynějšího domova nebrat, tak rozdává všechen svůj skromný majetek. Jen stužku, kterou dostala jako zástavu lásky, si hodlá za každou cenu ponechat (árie Es ist der Liebe Pfand).
Martin je novinku ohromen a také trochu zklamán – už si na Julchen nemůže myslit. Hbitě tedy obrací svou pozornost na Hannchen a uchází se o ni. Ujišťuje ji o své náhlé lásce a Hannchen ho pobaveně povzbuzuje (duet Wenn ich die Liebe fühle). Ale když se Martin vydává za jejím otcem žádat o ruku, pílí ho Hannchen zastavit.
Mr. Simon hovoří s Julchen; blahopřeje jí k novému stavu a ještě důrazněji vypráví o nabídce sňatku od pana hraběte. Julchen už má tohoto namlouvání po krk a veškeré citové vydírání od Mr. Simona (árie Wenn dein Herz ihm nichts verspricht) s ní nepohne. Pak si Julchen na ustavičné pronásledování stěžuje Jacobovi. I tomu by chtěla nechat něco na památku a ukáže se, že Jacob si už něco preventivně přisvojil: její prstýnek se srdíčkem. Je to pro něj nejvzácnější klenot (árie O Kleinod, das an Daphnes Hand). Julchen Jacoba ujišťuje o své lásce a jen Jacobův zásah ji zabrání v přísaze, že si hraběte přes jakýkoli nátlak nikdy nevezme. Navzájem si tedy alespoň slibují věrnost (duet Kein Glücksfall trennet unser Band!).

### 3. dějství
Martin si stěžuje Julchen jednak na to, že když šel k Hannchen na námluvy, nebyl nikdo doma, jednak na Mr. Simona, kterého by nejraději zabil. Vypráví jí o své nadcházející svatbě s Hannchen a Julchen se ho nejprve snaží mírnit a nakonec mu přímo řekne, že ho Hannchen ráda nemá. Martin reaguje ohnivým rozhořčením a vyhrožuje Hannchen, že ji bude žalovat a nechá ji uvrhnout do šatlavy (árie Ach, ich bin todt! halb todt bin ich).
Julchen mezitím netrpělivě vyhlíží Jacoba, se kterým si zde dala schůzku (árie Lauscht er hintern Rosenstrauche). Zanedlouho ji má kočár odvézt do města. Přijde Hannchen a Julchen jí vypráví o Martinových výhrůžkách, ale Hannchen se jen směje. Nervózní Julchen jde Jacoba hledat po zahradě a Mr. Simon zatím laškuje s Hannchen (árie Auf seinen Wangen sitzt). Přišel znovu prosit Julchen jménem svého pána a Hannchen se směje: vsadí se, že jestli si Julchen vezme hrabětem pak si i ona vezme Mr. Simona. Martin se vrací ve špatné náladě. Usmíří se s Mr. Simonem, ale na Hannchen se zlobí – i ona na něj za to, čím jí prý hrozil. Vysvětluje mu, že se k sobě nehodí (árie Gleich und gleich gesellet sich).
Martin vytýká vracející se Julchen, že Hannchen prozradila jeho výbuch, ale Julchen má jiné starosti: do jejich domu prý přijel mladý hrabě, který zjevně není v Paříži ani nechuraví. Proto se Julchen chalupě vyhýbá. Jacob se neobjevuje a Julchen si zoufá (árie Wärst du hier). Z jejího domu přicházejí Mr. Simon a Hannchen a přesvědčují Julchen, aby šla hraběti své odmítnutí sdělit z očí do očí. Když se vzdálí, Hannchen už ví, že sázku prohraje, ale prý to neplatí, protože Mr. Simon využil informační nevyváženosti mezi nimi (duet Wie froh bin ich, daß meine List). Julchen se vzápětí vrací – neměla odvahu své předsevzetí uskutečnit – jenže hrabě je jí v patách. Když ji přinutí, aby se mu podívala do tváře, zjistí Julchen, že hrabě je její Jacob. Je ohromena, ale oproti jeho očekávání nikoli příznivě: jestli jí Jacob/hrabě tak dlouho lhal o své totožnosti, byl by to do manželství velmi pochybný příslib (árie Wer mich einmal hintergeht).
Hrabě musí s pravdou ven: vypráví, jak si jí všiml na trhu a zalíbila se mu a jak se vydával za zahradníka s nečistým úmyslem svést ji. Jenže se do ní záhy upřímně zamiloval, z dobrodružství na pár dnů se staly týdny a měsíce (proto musel fingovat cestu do Paříže) a byl ochoten se kvůli ní vzdát svého postavení, jen aby ji získal (árie Des Lebens Freuden zu genüssen). Tomu poslednímu Julchen nevěří a celkově má jeho jednání za sentimentální a pošetilé, ale nakonec, když slyší upřímné omluvy hraběte, mu odpouští a slibuje mu svou ruku (duet Mit dir vereint, winkt jeder Augenblick). Julchen angažuje Hannchen za svou budoucí klíčnici, potvrdí, že si nemusí vzít Mr. Simona, ujišťuje Martina o své přízni a přijímá blahopřání od celé vsi, kterou sem přivedl Mr. Simon, aby se rozloučila se svou zahradnicí a přivítala novou hraběnku (finále – vaudeville Der Liebe sanft Gesetz verehrt … Kein Glück kann ohne Liebe seyn).